# Summerfield (Kansas)
Summerfield es una ciudad ubicada en el condado de Marshall en el estado estadounidense de Kansas. En el año 2010 tenía una población de 156 habitantes y una densidad poblacional de 173,33 personas por km².

## Geografía
Summerfield se encuentra ubicada en las coordenadas 39°59′47″N 96°20′57″O / 39.99639, -96.34917 (39.996439, -96.349249).

## Demografía
Según la Oficina del Censo en 2000 los ingresos medios por hogar en la localidad eran de $26,250 y los ingresos medios por familia eran $31,875. Los hombres tenían unos ingresos medios de $19,375 frente a los $14,500 para las mujeres. La renta per cápita para la localidad era de $17,046. Alrededor del 11.8% de la población estaban por debajo del umbral de pobreza.